# Mjölby kyrkokör
Mjölby kyrkokör är en blandad kör och kyrkokör i Mjölby församling, Mjölby som bildades senast 1936.  

## Historik
Mjölby kyrkokör bildades 1905 på initiativ av Signe Berg, som var medlem i kören fram till 1915. Heimer Sjöblom var dirigent för kören mellan 1936 och 1956. Birger Norén var dirigent för kören mellan 1958 och 1980. Ronny Magnusson, Fredrik Alf och Mats Åhlund var senare dirigent för kören. Kören har bland annat medverkat vid de årliga adventskonserterna i Mjölby kyrka. De har deltagit på Sveriges rikskyrkosångshögtider i Helsingfors, Visby och Stockholm. Bland körresor som kören gjort kan nämnas Österrike, Berlin, Prag och Cambridge. Kören har även gjort en Tv-inspelning.